# Натан Дікс
Натан Дуглас Дікс (англ. Nathan Douglas Deakes; нар. 17 серпня 1977) — автралійський легкоатлет, який спеціалізувався на спортивній ходьбі.

## Спортивні досягнення
Бронзовий олімпійський призер з ходьби на 20 кілометрів (2004). На Іграх в Сіднеї (2000) фінішував 6-м в ходьбі на 50 кілометрів та 8-м — на 20-кілометровій дистанції ходьби. На Іграх в Лондоні (2012) фінішував 19-м в ходьбі на 50 кілометрів.
Чемпіон світу з ходьби на 50 кілометрів (2007). На інших чемпіонатах світу фінішував 4-м (2001) та 7-м (1999) на 20-кілометровій дистанції ходьби.
Бронзовий призер Кубка світу з ходьби на дистанції 20 кілометрів (2004). Фінішував 5-м на іншому Кубку світу з ходьби (2006) на 20-кілометровій дистанції.
Бронзовий призер чемпіонату світу серед юніорів з ходьби на 10000 метрів (1996).
Фінішував 5-м на Універсіаді у ходьбі на 20 кілометрів (1997).
Двічі ставав чемпіоном на двох Іграх Співдружності на дистанціях 20 та 50 кілометрів (2002, 2006). Також здобув бронзову нагороду у ходьбі на 20 кілометрів на Іграх Співдружності (1998).
Чемпіон Австралії з ходьби на 20 кілометрів (2000, 2001, 2002, 2004, 2005, 2006), 30 кілометрів (2006) та на 50-кілометровій дистанції (1999, 2005, 2006).
Ексрекордсмен світу з шосейної ходьби на 50 кілометрів — 3:35.47 (2006).